# Prémios Globo de Ouro de 2014
Prémios Globo de Ouro de 2014

12 de Janeiro de 2014
Filme - Drama: 
12 Years a Slave
Filme - Comédia ou Musical: 
American Hustle
Série de televisão – Drama: 
Breaking Bad
Série de televisão – Comédia ou Musical: 
Brooklyn Nine-Nine
Minissérie ou Filme para televisão: 
Behind the Candelabra
Prémio Cecil B. DeMille: 

Woody Allen
Prêmios Globo de Ouro 

← 2013  ·  2015 →
Os Prémios Globo de Ouro de 2014 honraram os melhores profissionais de cinema e televisão, filmes e programas televisivos de 2013. A cerimónia foi televisionada ao vivo a partir do Beverly Hilton Hotel na cidade de Beverly Hills, no dia 12 de Janeiro de 2014. A produção do espectáculo foi realizada pela Dick Clark Productions em conjunto com a Associação de Correspondentes Estrangeiros de Hollywood.
Em 13 de Setembro de 2013, Woody Allen foi anunciado como homenageado com o Prémio Cecil B. DeMille honrando a sua longa carreira. Em 15 de Outubro, Tina Fey e Amy Poehler foram anunciadas como apresentadoras pela segunda vez consecutiva. As nomeações foram anunciadas em 12 de Dezembro de 2013 por Aziz Ansari, Zoe Saldana e Olivia Wilde.

## Vencedores e nomeados

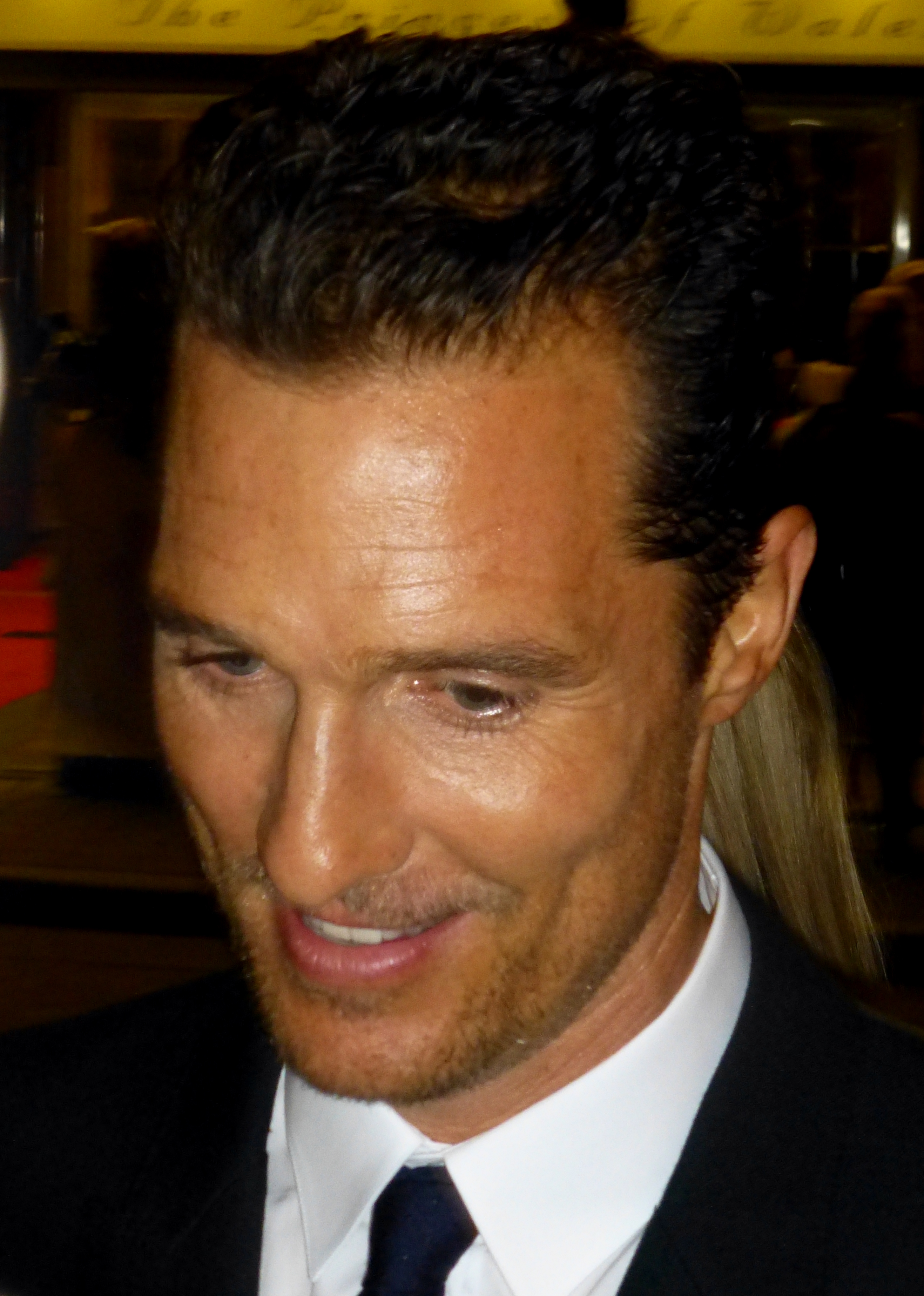
Matthew McConaughey, Melhor Ator em Cinema - filme dramático

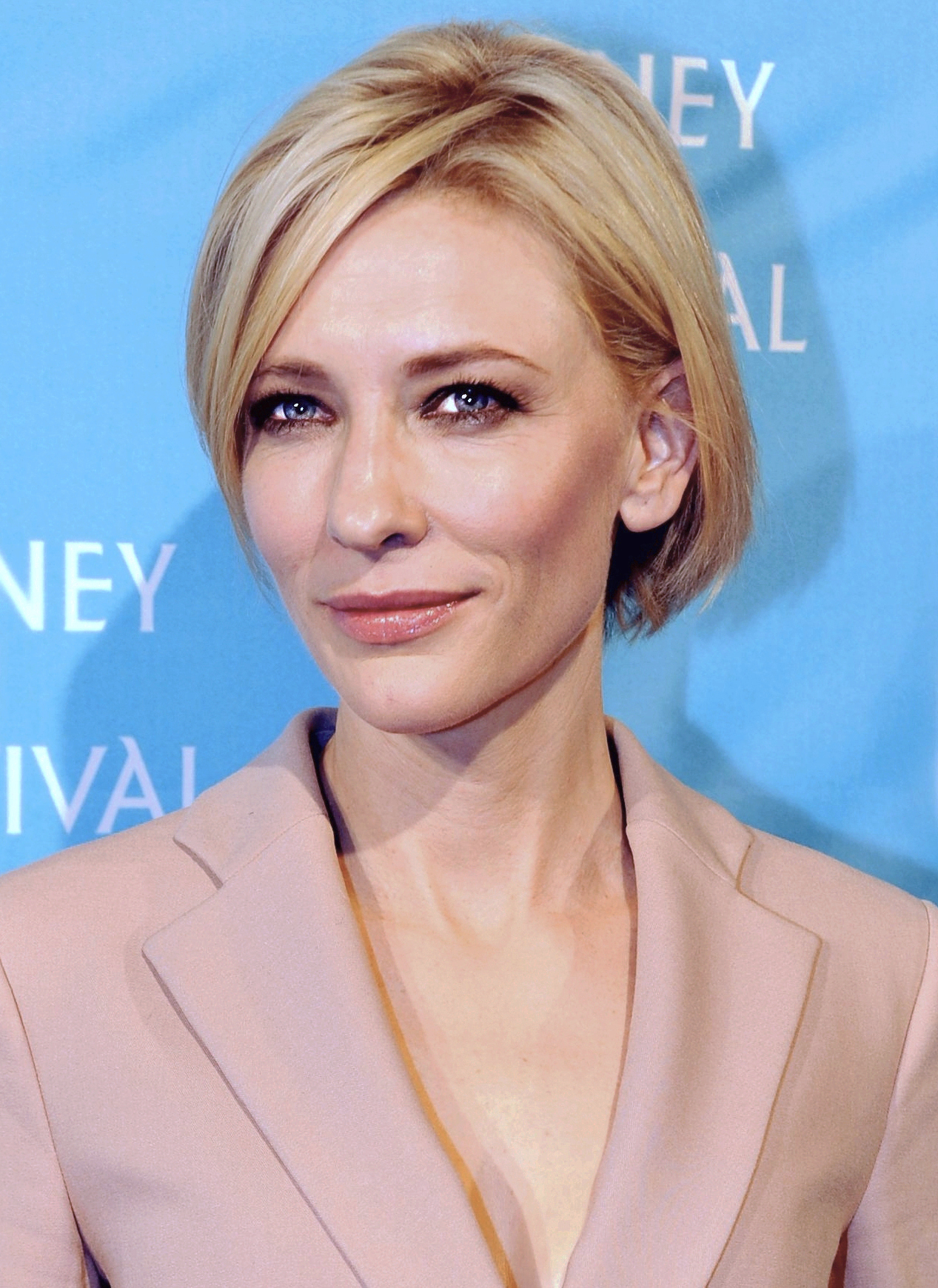
Cate Blanchett, Melhor Atriz em Cinema - filme dramático

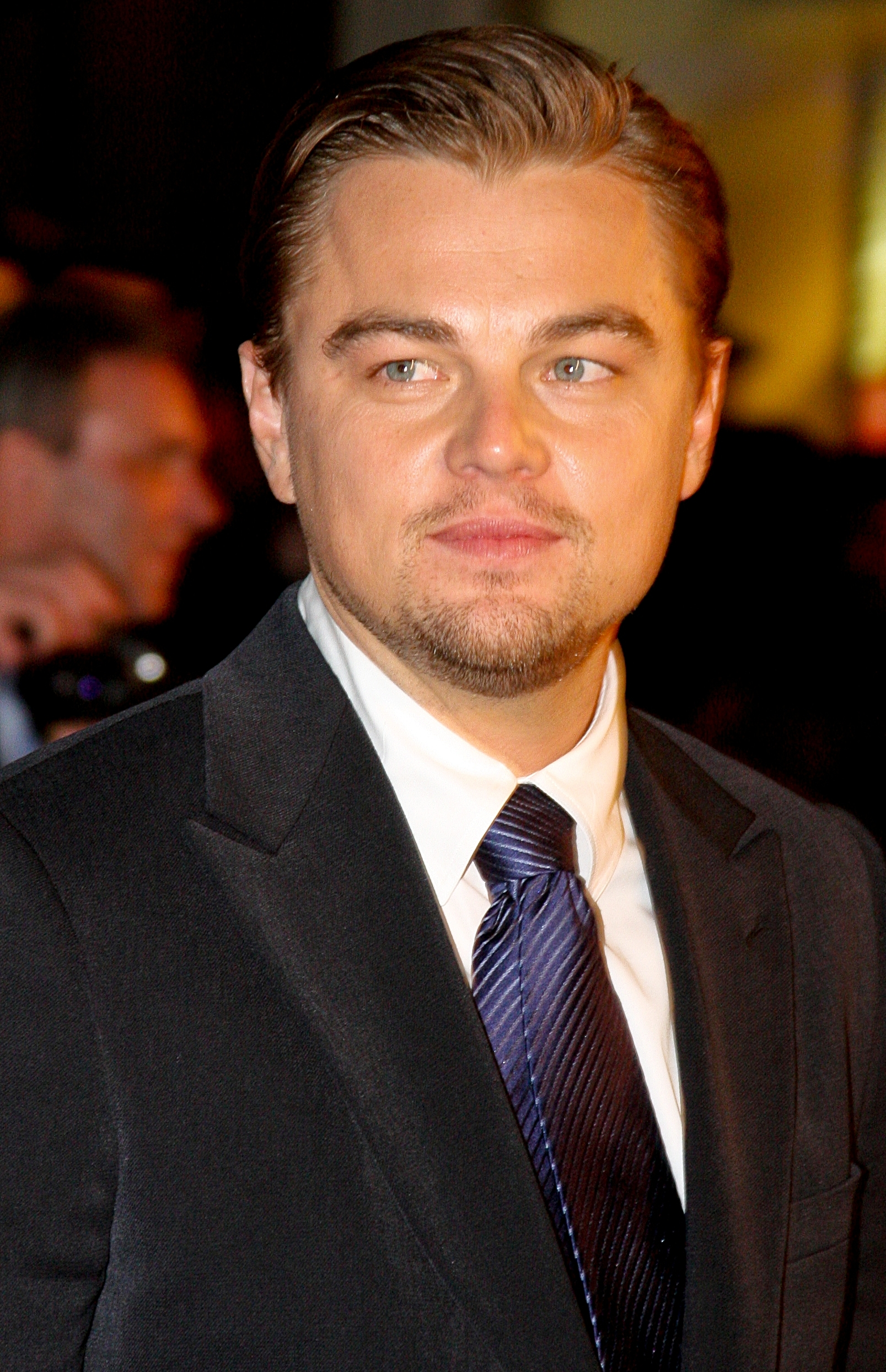
Leonardo DiCaprio, Melhor Ator em Cinema – filme musical ou comédia

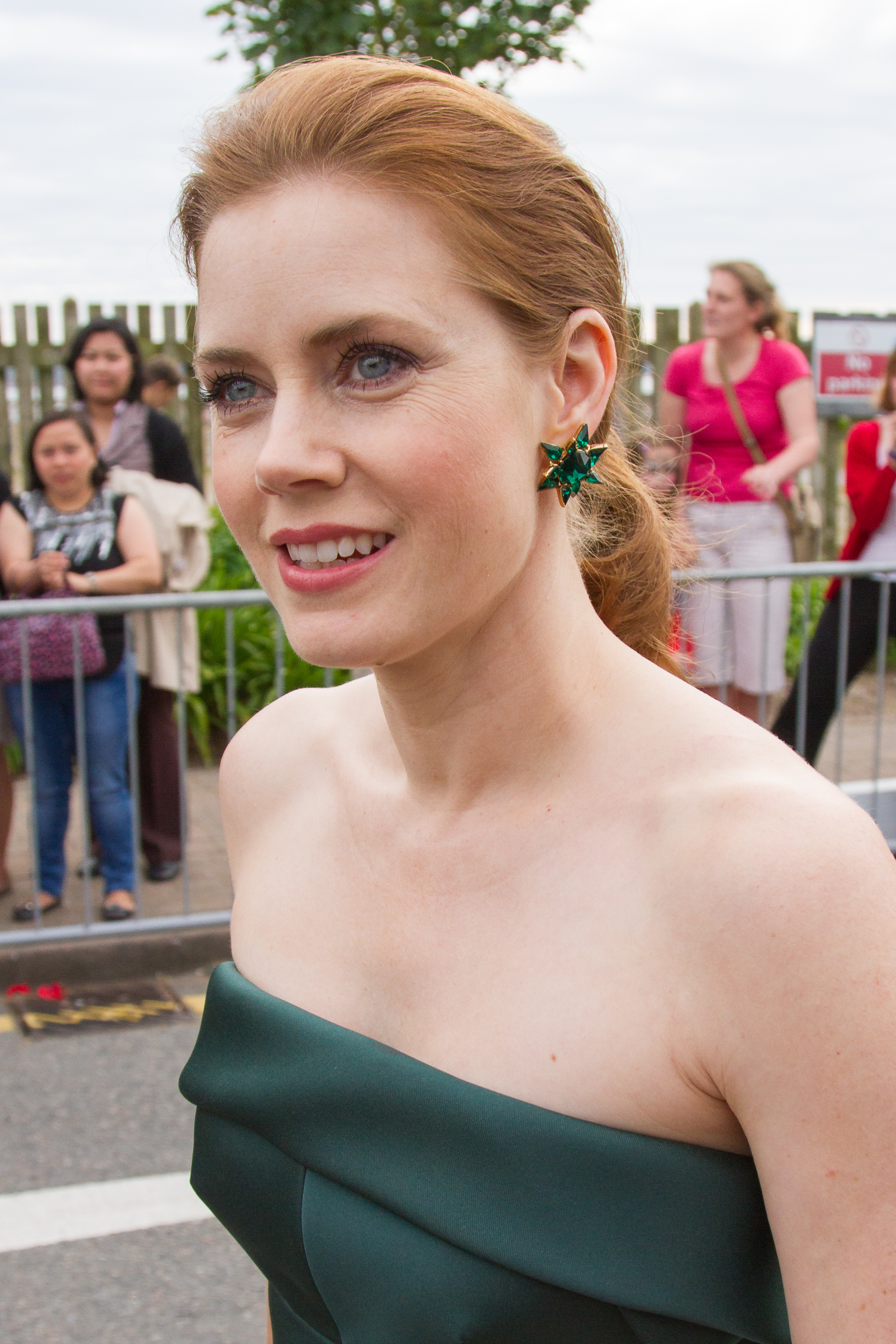
Amy Adams, Melhor Atriz em Cinema - filme musical ou comédia

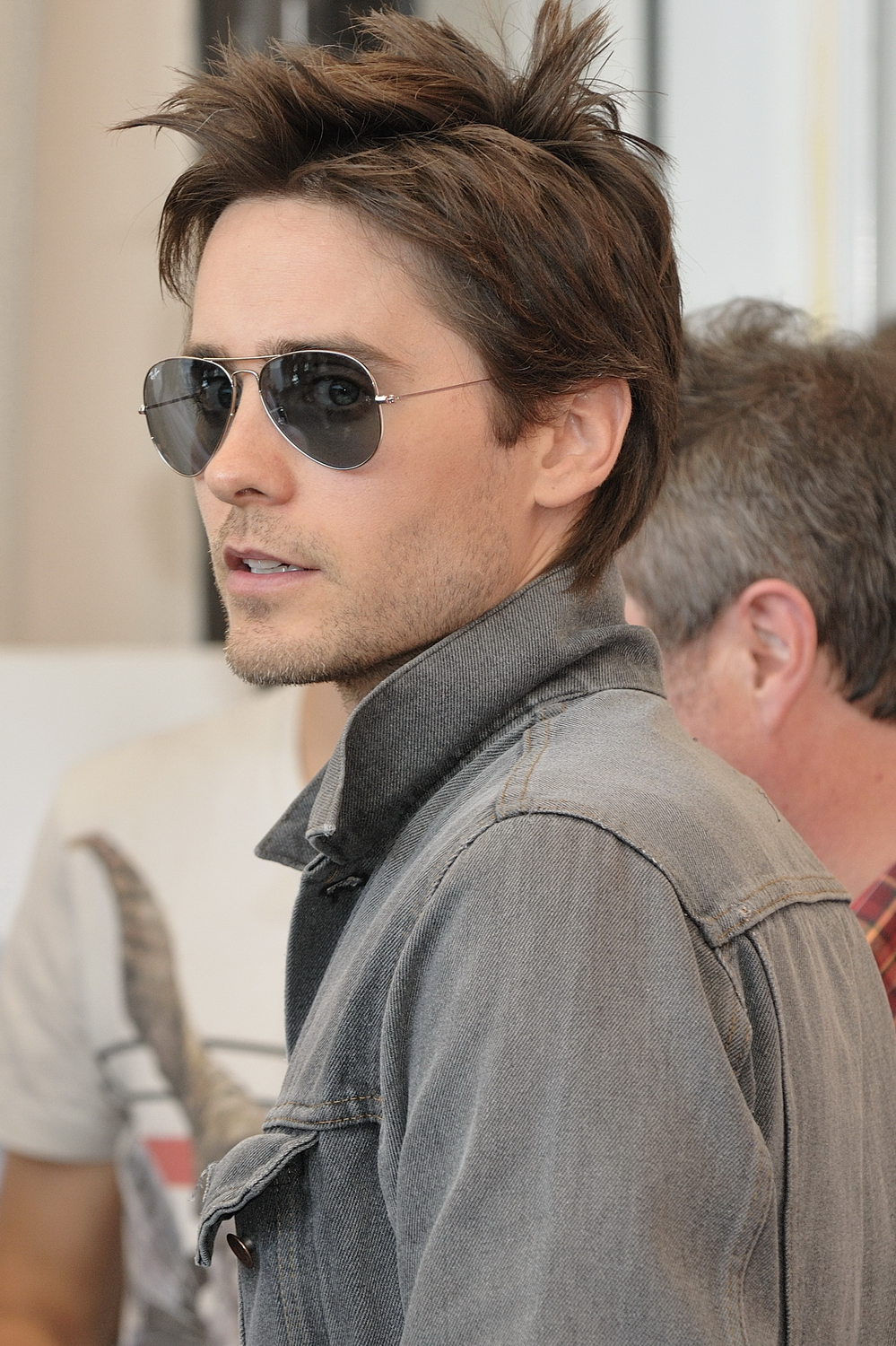
Jared Leto, Melhor Ator Secundário em cinema

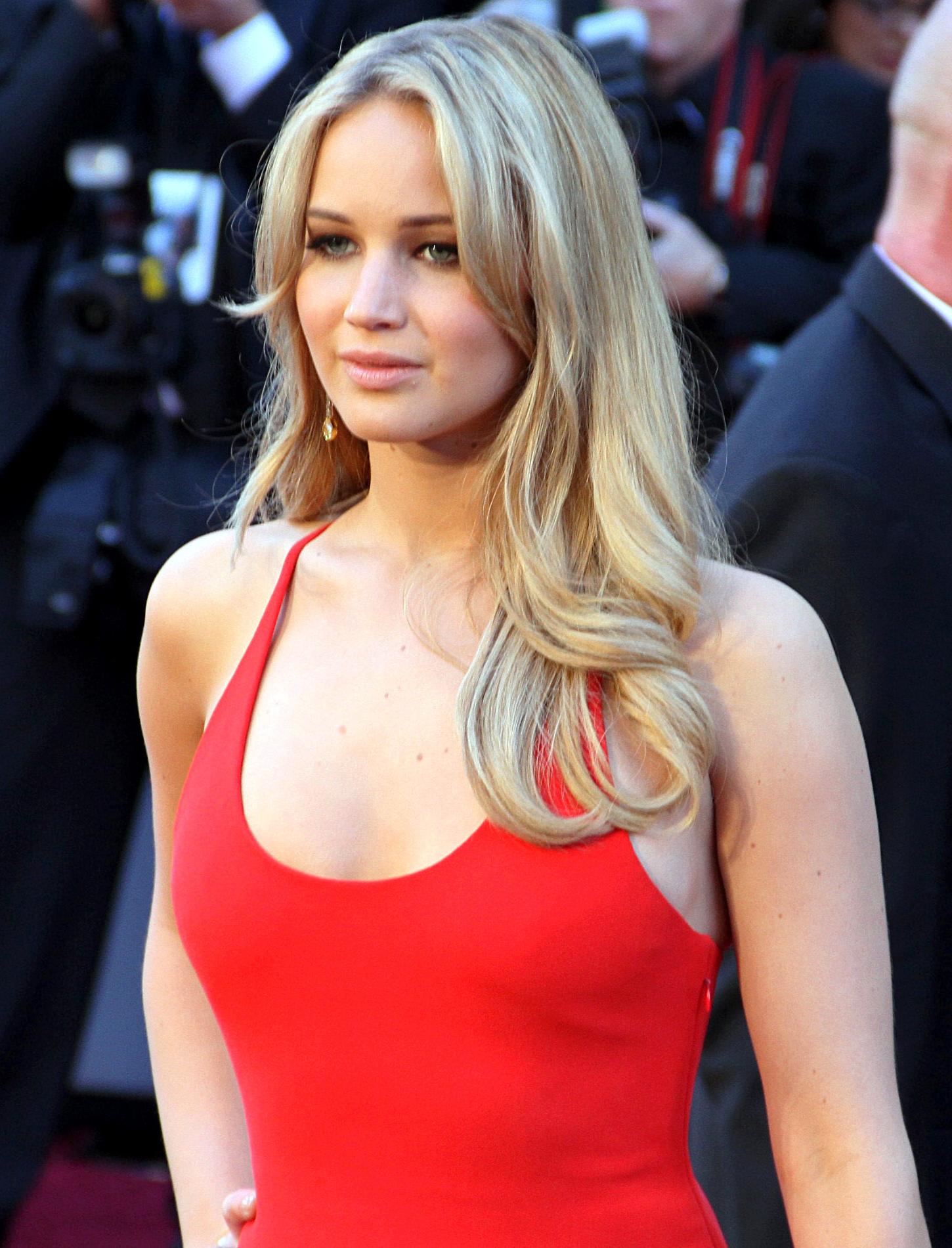
Jennifer Lawrence, Melhor Atriz Secundária em cinema

Lista dos nomeados e vencedores (em negrito) na 71ª edição dos Prémios Globo de Ouro.

### Cinema
| Melhor filme | Melhor filme |
| Drama | Comédia ou Musical |
| --- | --- |
| - 12 Years a Slave - Capitão Phillips - Gravidade - Philomena - Rush | - American Hustle - Her - Inside Llewyn Davis - Nebraska - The Wolf of Wall Street |
| Melhor atuação em filme dramático | |
| Ator | Atriz |
| - Matthew McConaughey – Dallas Buyers Club como Ron Woodroof - Chiwetel Ejiofor – 12 Years a Slave como Solomon Northup - Idris Elba – Mandela: Long Walk to Freedom como Nelson Mandela - Tom Hanks – Capitão Phillips como Capitão Richard Phillips - Robert Redford – All Is Lost como Our Man | - Cate Blanchett – Blue Jasmine como Jeanette "Jasmine" Francis - Sandra Bullock – Gravidade como Dr. Ryan Stone - Judi Dench – Philomena como Philomena Lee - Emma Thompson – Saving Mr. Banks como P. L. Travers - Kate Winslet – Labor Day como Adele Wheeler |
| Melhor atuação em filme de comédia ou musical | |
| Ator | Atriz |
| - Leonardo DiCaprio – The Wolf of Wall Street como Jordan Belfort - Christian Bale – American Hustle como Irving Rosenfeld - Bruce Dern – Nebraska como Woody Grant - Oscar Isaac – Inside Llewyn Davis como Llewyn Davis - Joaquin Phoenix – Her como Theodore Twombly                           | - Amy Adams – American Hustle como Sydney Prosser - Julie Delpy – Before Midnight como Céline Wallace - Greta Gerwig – Frances Ha como Frances Halladay - Julia Louis-Dreyfus – Enough Said como Eva - Meryl Streep – August: Osage County como Violet Weston |
| Melhor atuação secundária em filme – drama, musical ou comédia | |
| Ator secundário | Atriz secundária |
| - Jared Leto – Dallas Buyers Club como Rayon - Barkhad Abdi – Capitão Phillips como Abduwali Muse - Daniel Brühl – Rush como Niki Lauda - Bradley Cooper – American Hustle como Richie DiMaso - Michael Fassbender – 12 Years a Slave como Edwin Epps                                             | - Jennifer Lawrence – American Hustle como Rosalyn Rosenfeld - Sally Hawkins – Blue Jasmine como Ginger - Lupita Nyong'o – 12 Years a Slave como Patsey - Julia Roberts – August: Osage County como Barbara Weston-Fordham - June Squibb – Nebraska como Kate Grant |
| Melhor Realização | Melhor Argumento |
| - Alfonso Cuarón – Gravidade - Paul Greengrass – Capitão Phillips - Steve McQueen – 12 Years a Slave - Alexander Payne – Nebraska - David O. Russell – American Hustle | - Spike Jonze – Her - Steve Coogan e Jeff Pope – Philomena - Bob Nelson – Nebraska - John Ridley – 12 Years a Slave - Eric Warren Singer e David O. Russell – American Hustle |
| Melhor Banda sonora original | Melhor Canção original |
| - Alex Ebert – All Is Lost - Alex Heffes – Mandela: Long Walk to Freedom - Steven Price – Gravidade - John Williams – The Book Thief - Hans Zimmer – 12 Years a Slave | - "Ordinary Love" (U2 e Danger Mouse) – Mandela: Long Walk to Freedom - "Atlas" (Coldplay) – The Hunger Games: Catching Fire - "Let It Go" (Frozen) (Kristen Anderson-Lopez e Robert Lopez) – Frozen - "Please Mr. Kennedy" (Ed Rush, George Cromarty, T Bone Burnett, Justin Timberlake, Joel Coen e Ethan Coen) – Inside Llewyn Davis - "Sweeter Than Fiction" (Taylor Swift e Jack Antonoff) – One Chance |
| Melhor filme de animação | Melhor filme em língua estrangeira |
| - Frozen - The Croods - Despicable Me 2 | - La grande bellezza (Itália) - Blue Is the Warmest Color (França) - The Hunt (Dinamarca) - The Past (Irão) - Kaze Tachinu (Japão) |

#### Filmes com múltiplas nomeações
| Nomeações | Filme                         |
| --------- | ----------------------------- |
| 7         | 12 Years a Slave              |
| 7         | American Hustle               |
| 5         | Nebraska                      |
| 4         | Capitão Phillips              |
| 4         | Gravidade                     |
| 3         | Her                           |
| 3         | Inside Llewyn Davis           |
| 3         | Mandela: Long Walk to Freedom |
| 3         | Philomena                     |
| 2         | All Is Lost                   |
| 2         | August: Osage County          |
| 2         | Blue Jasmine                  |
| 2         | Dallas Buyers Club            |
| 2         | Frozen                        |
| 2         | Rush                          |
| 2         | The Wolf of Wall Street       |

### Televisão
| Melhor série | Melhor série |
| Dramática | Comédia ou Musical |
| --- | --- |
| - Breaking Bad - Downton Abbey - The Good Wife - House of Cards - Masters of Sex | - Brooklyn Nine-Nine - The Big Bang Theory - Girls - Modern Family - Parks and Recreation |
| Melhor atuação em série dramática | |
| Ator | Atriz |

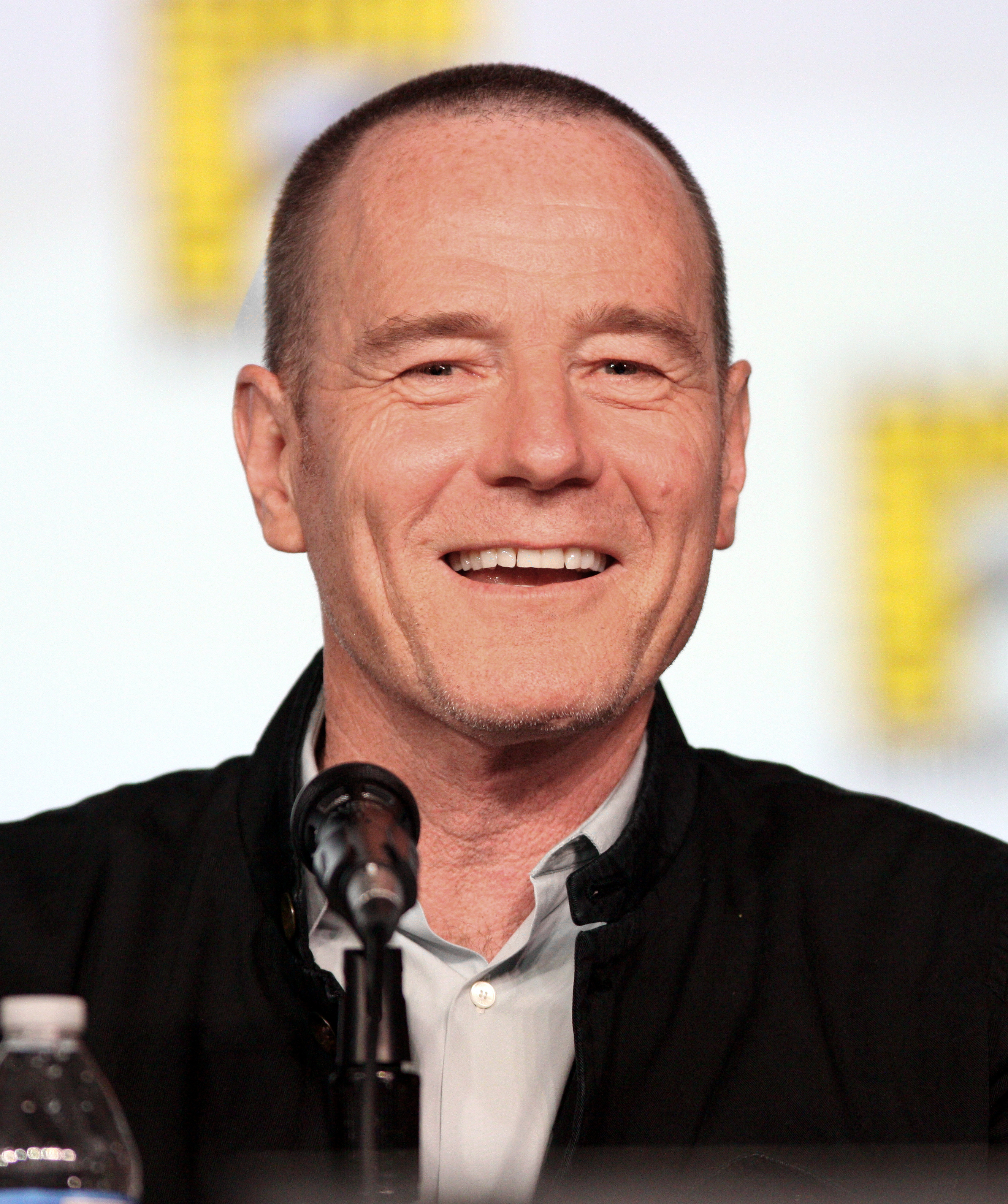
Bryan Cranston, Melhor Ator em série de televisão dramática

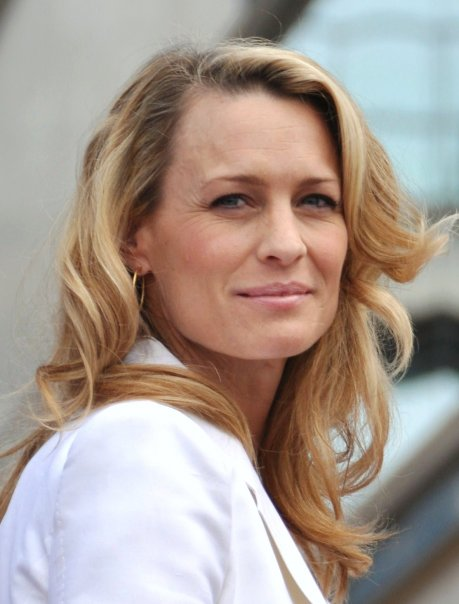
Robin Wright, Melhor Atriz em série de televisão dramática

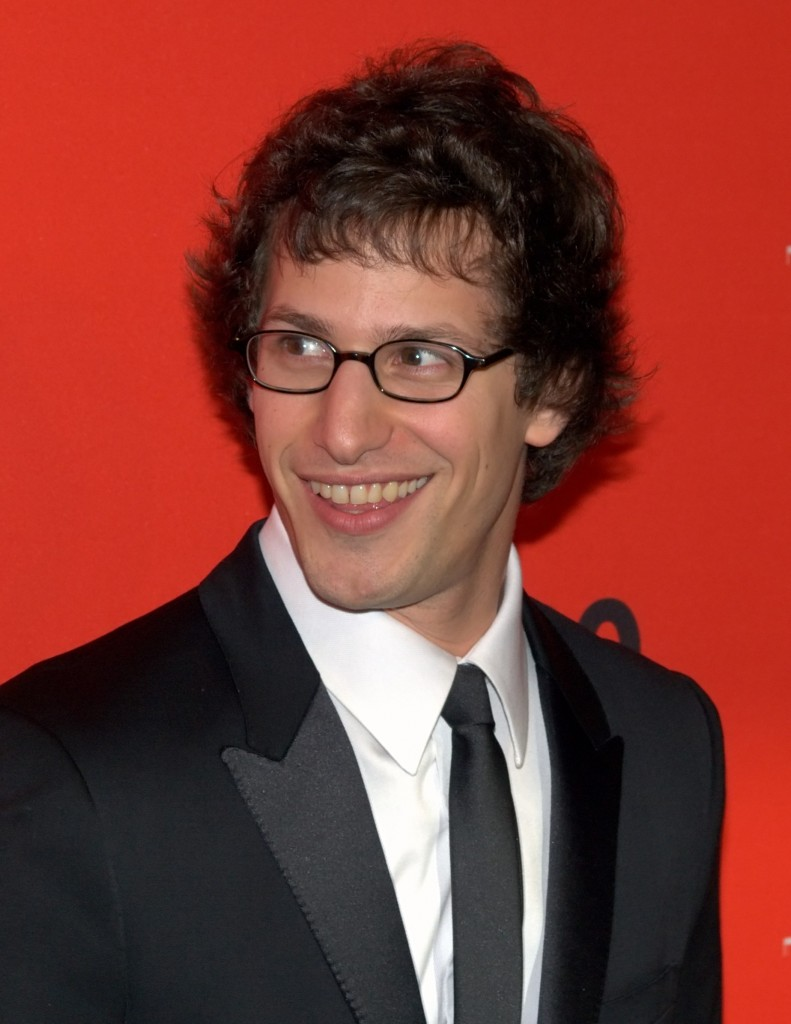
Andy Samberg, Melhor Ator em série de comédia ou musical

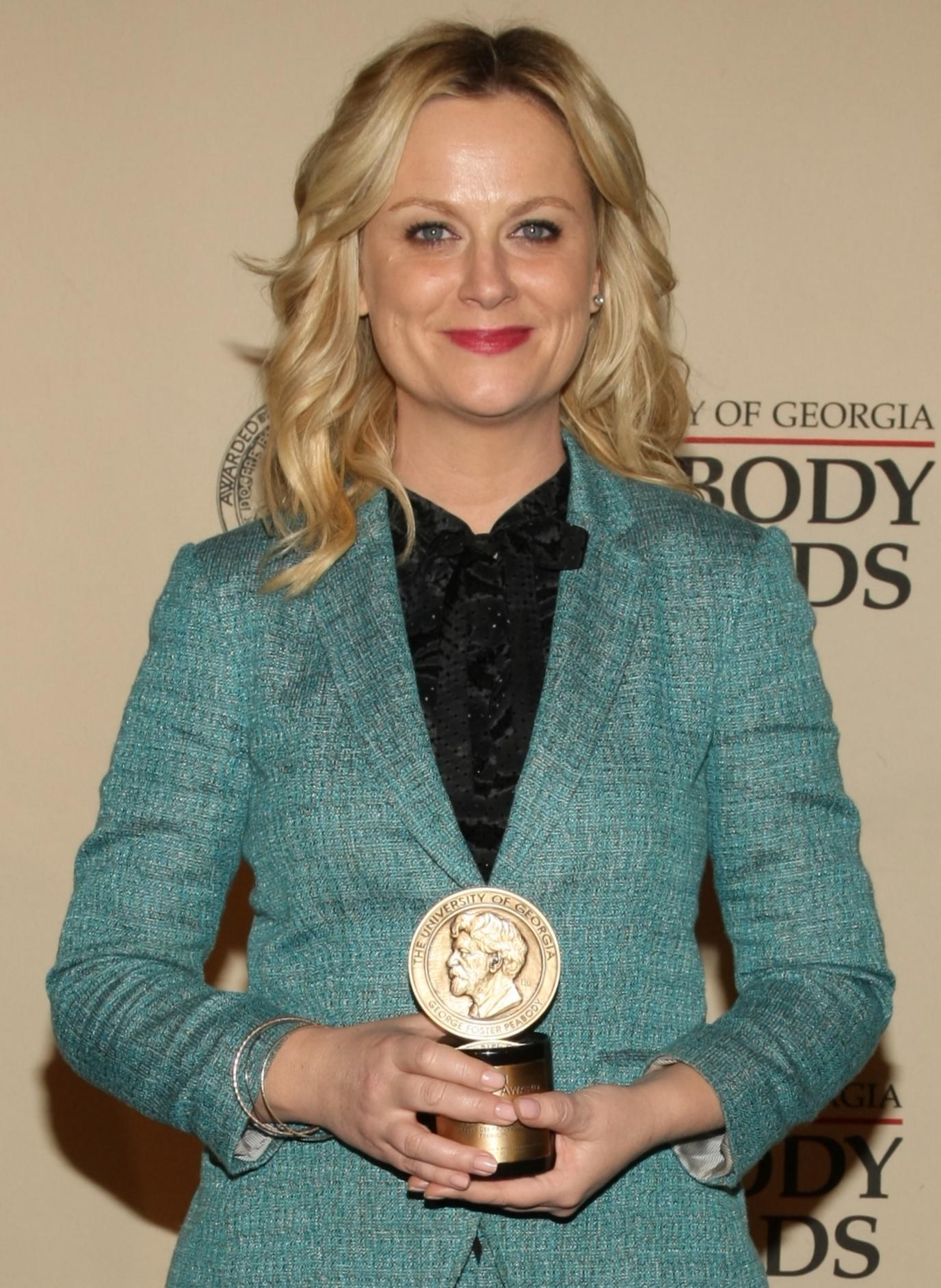
Amy Poehler, Melhor Atriz em série de comédia ou musical

| - Bryan Cranston – Breaking Bad como Walter White - Michael Sheen – Masters of Sex como Bill Masters - Liev Schreiber – Ray Donovan como Ray Donovan - Kevin Spacey – House of Cards como Frank Underwood - James Spader – The Blacklist como Raymond Reddington                 | - Robin Wright – House of Cards como Claire Underwood - Julianna Margulies – The Good Wife como Alicia Florrick - Tatiana Maslany – Orphan Black com várias personagens - Taylor Schilling – Orange Is the New Black como Piper Chapman - Kerry Washington – Scandal como Olivia Pope                     |
| Melhor atuação em série musical ou de comédia | |
| Ator | Atriz |
| - Andy Samberg – Brooklyn Nine-Nine como Jake Peralta - Jason Bateman – Arrested Development como Michael Bluth - Don Cheadle – House of Lies como Marty Kaan - Michael J. Fox – The Michael J. Fox Show como Mike Henry - Jim Parsons – The Big Bang Theory como Sheldon Cooper | - Amy Poehler – Parks and Recreation como Leslie Knope - Zooey Deschanel – New Girl como Jessica "Jess" Day - Lena Dunham – Girls como Hannah Horvath - Edie Falco – Nurse Jackie como Jackie Peyton - Julia Louis-Dreyfus – Veep como vice-presidente Selina Meyer                                       |
| Melhor atuação numa minissérie ou filme para televisão | |
| Ator | Atriz |
| - Michael Douglas – Behind the Candelabra como Liberace - Matt Damon – Behind the Candelabra como Scott Thorson - Chiwetel Ejiofor – Dancing on the Edge como Louis Lester - Idris Elba – Luther como John Luther - Al Pacino – Phil Spector como Phil Spector                   | - Elisabeth Moss – Top of the Lake como Robin Griffin - Helena Bonham Carter – Burton & Taylor como Elizabeth Taylor - Rebecca Ferguson – The White Queen como Elizabeth Woodville - Helen Mirren – Phil Spector como Linda Kenney Baden - Jessica Lange – American Horror Story: Coven como Fiona Goode  |
| Melhor atuação secundária numa série, minissérie ou filme para televisão | |
| Ator secundário | Atriz secundária |
| - Jon Voight – Ray Donovan como Mickey Donovan - Josh Charles – The Good Wife como Will Gardner - Rob Lowe – Behind the Candelabra como Dr. Jack Startz - Aaron Paul – Breaking Bad como Jesse Pinkman - Corey Stoll – House of Cards como Peter Russo                           | - Jacqueline Bisset – Dancing on the Edge como Lady Livinia Cremone - Janet McTeer – The White Queen como Jacquetta of Luxembourg - Hayden Panettiere – Nashville como Juliette Barnes - Monica Potter – Parenthood como Kristina Braverman - Sofía Vergara – Modern Family como Gloria Delgado-Pritchett |
| Melhor telessérie ou telefilme | |
| - Behind the Candelabra - American Horror Story: Coven - Dancing on the Edge - Top of the Lake - The White Queen | |

#### Séries e telefilmes com múltiplas nomeações
| Nomeações | Série                        |
| --------- | ---------------------------- |
| 4         | Behind the Candelabra        |
| 4         | House of Cards               |
| 3         | Breaking Bad                 |
| 3         | Dancing on the Edge          |
| 3         | The Good Wife                |
| 3         | The White Queen              |
| 2         | American Horror Story: Coven |
| 2         | The Big Bang Theory          |
| 2         | Brooklyn Nine-Nine           |
| 2         | Girls                        |
| 2         | Masters of Sex               |
| 2         | Modern Family                |
| 2         | Parks and Recreation         |
| 2         | Phil Spector                 |
| 2         | Ray Donovan                  |
| 2         | Top of the Lake              |